# Ковревский сельсовет
Ковревский сельсовет — упразднённая административно-территориальная единица, существовавшая на территории Московской губернии и Московской области до 1925 и в 1926—1954 годах.
Ковревский сельсовет был образован в первые годы советской власти. По данным 1923 года он входил в состав Поминовской волости Егорьевского уезда Московской губернии.
В 1925 году Ковревский с/с был присоединён к Фролковскому с/с.
16 ноября 1926 года Ковревский с/с был восстановлен.
В 1929 году Ковревский с/с был отнесён к Егорьевскому району Орехово-Зуевского округа Московской области. При этом к нему был присоединён Фролковский с/с.
14 июня 1954 года Ковревский с/с был упразднён. При этом его территория была передана в Больше-Гридинский с/с.